# 古海鐘一
古海 鐘一（ふるみ しょういち）は、日本の漫画家、イラストレーター。女性、東京都出身、神奈川県在住。イラスト交流型ソーシャル・ネットワーキング・サービスサイトpixivにて「ギ県」名義で活動。

## 経歴
1995年『コミックテクノ』漫画賞佳作受賞。その後、商業同人を含む活動を行う。2011年『月刊コミックブレイド』にて同人発行を行っていた「バベルハイムの商人」が商業化となる。
以前は大山寧子という名義で活動を行っていたが、画風から男性に間違われることが多く、2005年頃から現在のペンネームに改名した。

## 作品リスト

### 漫画
- バベルハイムの商人（『コミックブレイド』2011年 - 2015年3月）
- 輪典 バベルハイムの商人（『MangaONE』2016年9月21日 - 2020年1月15日、『裏サンデー』2016年9月28日 - 2020年1月15日）
- Fate/Grand Order 英霊伝承異聞 〜蘆屋道満〜（『TYPE-MOONコミックエース』2023年11月29日 - [1]） - 原作：桜井光 / TYPE-MOON

### ゲーム
- Fate/Grand Order（2017年）一部キャラクターデザイン、概念礼装イラスト